# Guatambu (Brazilië)
Guatambu is een gemeente in de Braziliaanse deelstaat Santa Catarina. De gemeente telt 4.610 inwoners (schatting 2009).